# قواق علیا
قواق علیا یکی از روستاهای استان آذربایجان شرقی است که در دهستان کله‌بوز غربی بخش مرکزی شهرستان میانه واقع شده‌است.مردم این روستا به شغل کشاورزی ودامپروری مشغول هستند